# Bāzerān
Bāzerān (persiska: بازران) är en ort i Iran.   Den ligger i provinsen Hamadan, i den nordvästra delen av landet, 190 km väster om huvudstaden Teheran. Bāzerān ligger 1 765 meter över havet och antalet invånare är 116.
Terrängen runt Bāzerān är kuperad åt nordost, men åt sydväst är den platt.Runt Bāzerān är det ganska glesbefolkat, med 27 invånare per kvadratkilometer. Närmaste större samhälle är Yātān, 13,3 km nordost om Bāzerān. Trakten runt Bāzerān består i huvudsak av gräsmarker.